# Le città invisibili
As cidades invisíveis é um romance do escritor italiano Italo Calvino, publicado em 1972. Em suas 150 páginas, o autor usa linguagem estudada, que é moldada em um jogo combinatório.
A obra foi escrita no período em que o autor viveu em Paris, França, e, a princípio, detinha o formato de um diário com impressões e pensamentos de Calvino pela cidade. 

## Enredo
Nesta obra, o autor apresenta as cidades e a memória, as cidades e o desejo, as cidades e as cidades delgadas, as cidades e as trocas e outras cidades. Apresentado em 150 páginas de magia, geometria, conceitos geográficos que se tornam símbolo complexo e inesgotável da existência humana. Cidades únicas por serem abordadas com leveza, multiplicidade, exatidão.
A analogia entre as viagens de Marco Polo ao Oriente e seus diálogos com o imperador dos tártaros Kublai Khan, criam uma ficção de interpretações atuais e vibrantes. As surpresas e ideias contidas nas entrelinhas fascinam a leitura, caracterizada por uma visão não apenas geométrica e racional do espaço urbano, mas intensamente subjetiva e reflexiva. As diversas cidades de nomenclatura feminina são assistidas por sua essência e indagações pertinentes às várias funções urbanas para a existência humana.
As estruturas facetadas e repetitivas dos textos estão em uma ordem que refuta a ideia de hierarquia, mas que fomenta uma malha pela qual se traçam múltiplos percursos e pela qual é possível extrair conclusões ramificadas, uma cidade é conectada a outra. Calvino concebe ao símbolo da cidade como labirinto do inconsciente que se contrapõe ao espaço concreto da realidade. 
As cidades apresentam fragmentos de imagens, compondo o grande império Khan. Uma história surge dentro de outra, o que dá origem a uma leitura dinâmica. 

## Estrutura
Ao longo de nove capítulos, Marco Polo descreve um total de 55 cidades, todas elas possuem nomes femininos. As cidades estão divididas em 11 grupos temáticos, cada um contendo 5 cidades.
Sob o olhar da área da Arquitetura e do Urbanismo, segundo o arquiteto Evandro Ziggiatti Monteiro, "para cada um dos onze grupos de cidades espalhadas pelo livro há uma questão central que liga e permeia a descrição das cidades de cada grupo, e há, ao mesmo tempo, uma senda individual para cada cidade, que é a forma como ela lida com aquela questão": 
1. “As cidades e o nome”: identidade e sentido de lugar
2. “As cidades e a memória”: a presença do sítio e a influência do passado
3. “As cidades e o desejo”: a motivação inconsciente e a ação sobre a memória
4. “As cidades e os símbolos”: a linguagem da subconsciência coletiva e a imagem da cidade
5. “As cidades delgadas”: a busca pelo desprender da terra, a negação da imobilidade
6. “As cidades e as trocas”: as relações entre os habitantes
7. “As cidades e os olhos”: a visão individual e os engodos
8. “As cidades e os mortos”: engessamento, ciclo, fim de ciclo
9. “As cidades ocultas”: a natureza humana e sua dualidade
10. “As cidades contínuas”: antropofagia, destruição do meio
11. “As Cidades e o Céu”: o ideal de perfeição e o cosmos

Há um rigor matemático na maneira em que os grupos temáticos são percorridos ao longo do livro (a mesma matriz é vista em outro arranjo na página 52 desta dissertação de mestrado). A matriz a seguir mostra a ordem de aparição das cidades bem como o grupo a qual cada cidade pertence.
| Capítulo | Memórias  | Desejos | Símbolos | Delgadas | Trocas      | Olhos    | Nomes   | Mortos    | Céu         | Contínuas | Ocultas |
| -------- | --------- | ------- | -------- | -------- | ----------- | -------- | ------- | --------- | ----------- | --------- | ------- |
| 1        | Diomira   |         |          |          |             |          |         |           |             |           |         |
| 1        | Isidora   |         |          |          |             |          |         |           |             |           |         |
| 1        | Doroteia  |         |          |          |             |          |         |           |             |           |         |
| 1        | Zaíra     |         |          |          |             |          |         |           |             |           |         |
| 1        | Anastácia |         |          |          |             |          |         |           |             |           |         |
| 1        |           | Tamara  |          |          |             |          |         |           |             |           |         |
| 1        | Zora      |         |          |          |             |          |         |           |             |           |         |
| 1        | Despina   |         |          |          |             |          |         |           |             |           |         |
| 1        |           | Zirma   |          |          |             |          |         |           |             |           |         |
| 1        |           |         | Isaura   |          |             |          |         |           |             |           |         |
| 2        | Maurília  |         |          |          |             |          |         |           |             |           |         |
| 2        | Fedora    |         |          |          |             |          |         |           |             |           |         |
| 2        |           | Zoé     |          |          |             |          |         |           |             |           |         |
| 2        |           |         | Zenóbia  |          |             |          |         |           |             |           |         |
| 2        |           |         |          | Eufêmia  |             |          |         |           |             |           |         |
| 3        |           | Zobeide |          |          |             |          |         |           |             |           |         |
| 3        |           | Ipásia  |          |          |             |          |         |           |             |           |         |
| 3        |           |         | Armila   |          |             |          |         |           |             |           |         |
| 3        |           |         |          | Cloé     |             |          |         |           |             |           |         |
| 3        |           |         |          |          | Valdrada    |          |         |           |             |           |         |
| 4        |           |         | Olívia   |          |             |          |         |           |             |           |         |
| 4        |           |         | Sofrônia |          |             |          |         |           |             |           |         |
| 4        |           |         |          | Eutrópia |             |          |         |           |             |           |         |
| 4        |           |         |          |          | Zemrude     |          |         |           |             |           |         |
| 4        |           |         |          |          |             | Aglaura  |         |           |             |           |         |
| 5        |           |         |          | Otávia   |             |          |         |           |             |           |         |
| 5        |           |         |          | Ercília  |             |          |         |           |             |           |         |
| 5        |           |         |          |          | Bauci       |          |         |           |             |           |         |
| 5        |           |         |          |          |             | Leandra  |         |           |             |           |         |
| 5        |           |         |          |          |             |          | Melânia |           |             |           |         |
| 6        |           |         |          |          | Esmeraldina |          |         |           |             |           |         |
| 6        |           |         |          |          | Fílide      |          |         |           |             |           |         |
| 6        |           |         |          |          |             | Pirra    |         |           |             |           |         |
| 6        |           |         |          |          |             |          | Adelma  |           |             |           |         |
| 6        |           |         |          |          |             |          |         | Eudóxia   |             |           |         |
| 7        |           |         |          |          |             | Moriana  |         |           |             |           |         |
| 7        |           |         |          |          |             | Clarisse |         |           |             |           |         |
| 7        |           |         |          |          |             |          | Eusápia |           |             |           |         |
| 7        |           |         |          |          |             |          |         | Bersabeia |             |           |         |
| 7        |           |         |          |          |             |          |         |           | Leônia      |           |         |
| 8        |           |         |          |          |             |          | Irene   |           |             |           |         |
| 8        |           |         |          |          |             |          | Argia   |           |             |           |         |
| 8        |           |         |          |          |             |          |         | Tecla     |             |           |         |
| 8        |           |         |          |          |             |          |         |           | Trude       |           |         |
| 8        |           |         |          |          |             |          |         |           |             | Olinda    |         |
| 9        |           |         |          |          |             |          |         | Laudômia  |             |           |         |
| 9        |           |         |          |          |             |          |         | Perínzia  |             |           |         |
| 9        |           |         |          |          |             |          |         |           | Procópia    |           |         |
| 9        |           |         |          |          |             |          |         |           |             | Raíssa    |         |
| 9        |           |         |          |          |             |          |         | Ândria    |             |           |         |
| 9        |           |         |          |          |             |          |         |           | Cecília     |           |         |
| 9        |           |         |          |          |             |          |         |           |             | Marósia   |         |
| 9        |           |         |          |          |             |          |         |           | Pentesileia |           |         |
| 9        |           |         |          |          |             |          |         |           |             | Teodora   |         |
| 9        |           |         |          |          |             |          |         |           |             | Berenice  |         |

Em cada capítulo há uma seção de introdução e encerramento marcada por diálogos entre Khan e Marco e que funcionam como uma espécie de moldura. As descrições das cidades ocorrem entre essas seções.
Apresentadas nessa sequência gradual, as cidades, apesar de sempre extraordinárias e excepcionais, passam de perfeitamente estruturadas e sem contradições para uma dimensão artificial, repleta de angústias, de problemas ambientais e de contradições. 

## Prêmios
O livro "As cidades invisíveis" recebeu do Prêmio Jabuti na categoria de Melhor "Produção Editorial Obra Coleção", no ano de 1993.

## Ilustração
Existem projetos de vários artistas ao redor do mundo que buscam ilustrar em imagens as cidades imaginadas por Ítalo Calvino e descritas em palavras no livro. Um deles é o da arquiteta Karina Puente, que pode ser visto no site ArchDaily; e outro, do também arquiteto Evandro Ziggiatti Monteiro, disponível no site Vitruvius.